# NGC 12

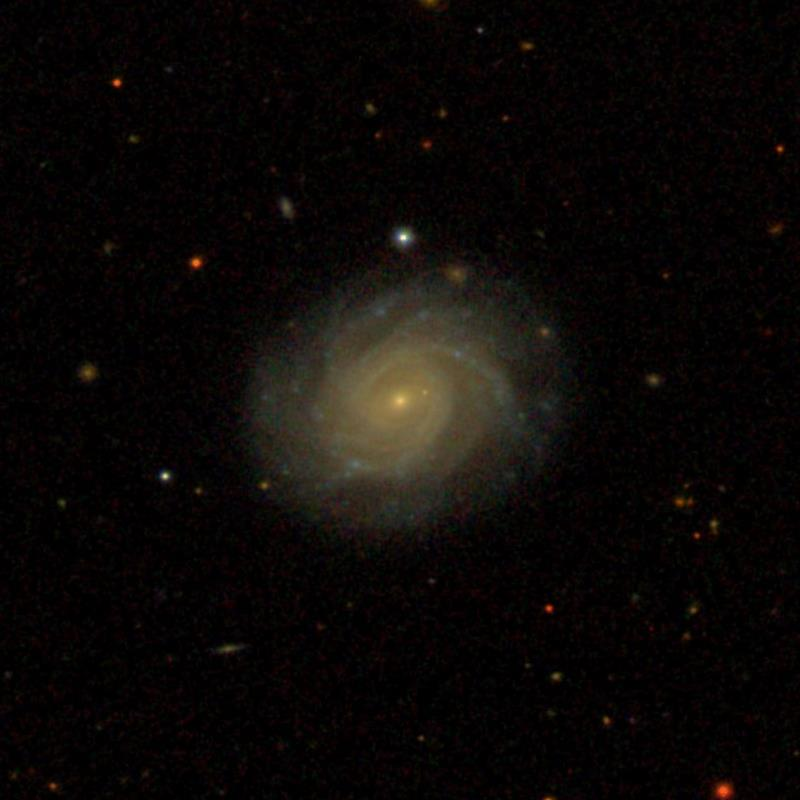
NGC 12

NGC 12，是雙魚座的一個漩渦星系。星等為13.3，赤經為8分44.8秒，赤緯為+4°36'44"。在1790年4月6日由弗里德里希·威廉·赫歇爾首次發現。